# Vincent de Santa María
Vincent de Santa María, (en espagnol : Vicente de Santa María ), né à Aras (Navarre) en Espagne en 1742 et mort à Ventura (Californie), Nouvelle-Espagne, le 16 juillet 1806, est un missionnaire espagnol franciscain du XVIIIe siècle envoyé au Nouvelle-Espagne.

## Biographie
Après son entrée chez les franciscains il est destiné aux missions américaines. Après sa formation de base il est envoyé en Nouvelle-Espagne en 1769 et rejoindre le Collège San Fernando de Mexico pour se préparer à la mission d'évangélisation auprès des populations autochtones. Pendant près de 20 ans il servira dans la Mission San Francisco de Asis et celle de San Buenaventura (en) en Haute-Californie où il mourut en 1806.
Un des éléments marquants de la vie de Vincent de Santa María aura été de faire partie de l'expédition de Juan Manuel de Ayala et d'être ainsi un des premiers européens à découvrir la Baie de San Francisco. Son récit détaillé et de première main de l'expédition ainsi que la description des indigènes de la région de la Baie de San Francisco avant la colonisation espagnole continue d'intéresser historiens et éthnologues.